# Monoposthia hexalata
Monoposthia hexalata is een rondwormensoort uit de familie van de Monoposthiidae. De wetenschappelijke naam van de soort is voor het eerst geldig gepubliceerd in 1936 door Chitwood.